# Hronec
Hronec je slovenská obec v okrese Brezno. Leží v údolí Čierneho Hronu na severním okraji Veporských vrchů, přibližně 5 km západně od Brezna a 4 km východně od Podbrezové. Rozloha obce je 35,14 km2, počet obyvatel 1222, nadmořská výška středu obce 492 m.
V Hronci se nachází slévárna, jejíž tradice sahá až do konce 18. století. V roce 1810 zde byl vyroben údajně první litinový most ve střední Evropě. V nedalekém horském údolí se v lokalitě Tri vody nacházejí zbytky vysoké pece, která pochází z roku 1795.
V obci kromě upadající slévárny pracuje také pila zpracovávající dřevo z okolních lesů. Pro obec je důležitý i turistický ruch spojený s nedalekým biatlonovým areálem v Osrblí a s Čiernohronskou železnicí, jež vede z Hronce do Čierného Balogu. Již několik let se vážně uvažuje o obnovení tratě této úzkokolejky k biatlonovému areálu.

## Památky
- Římskokatolický kostel sv. Klementa z let 1821 až 1826 – jednolodní klasicistická stavba s půlkruhovým ukončením kněžiště a věží, jež tvoří součást hmoty kostela.[4]
- Litinový silniční most z roku 1810, údajně první litinový most ve střední Evropě.[5]
- Historická železniční hláska – technická památka z roku 1912.
- Kaple Nejsvětější Trojice z roku 1937.

## Osobnosti
- Ladislav Chudík (1924–2015), herec
- Emanuel Windholz (1903–1986), psychiatr

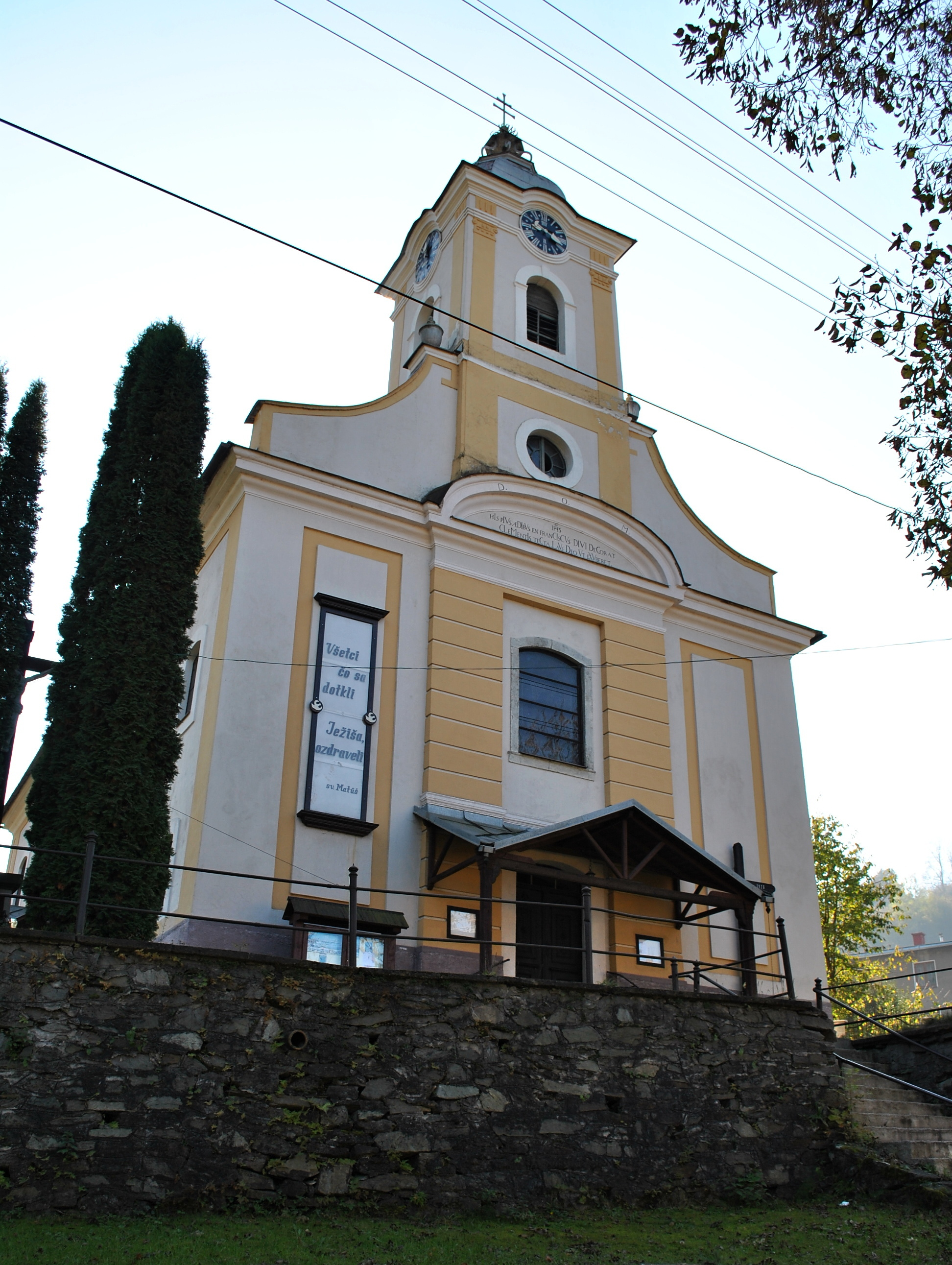
Kostel sv. Klementa
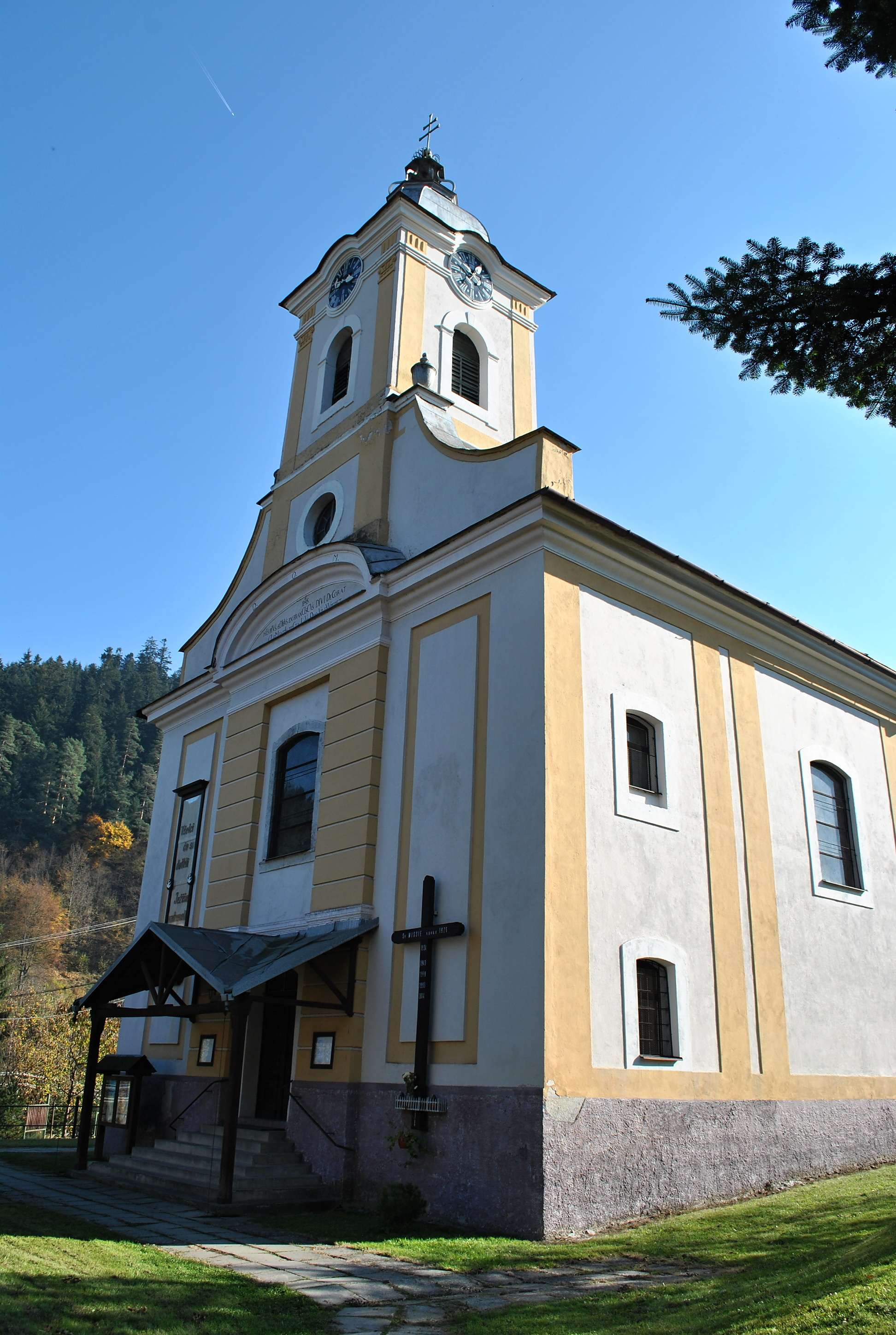
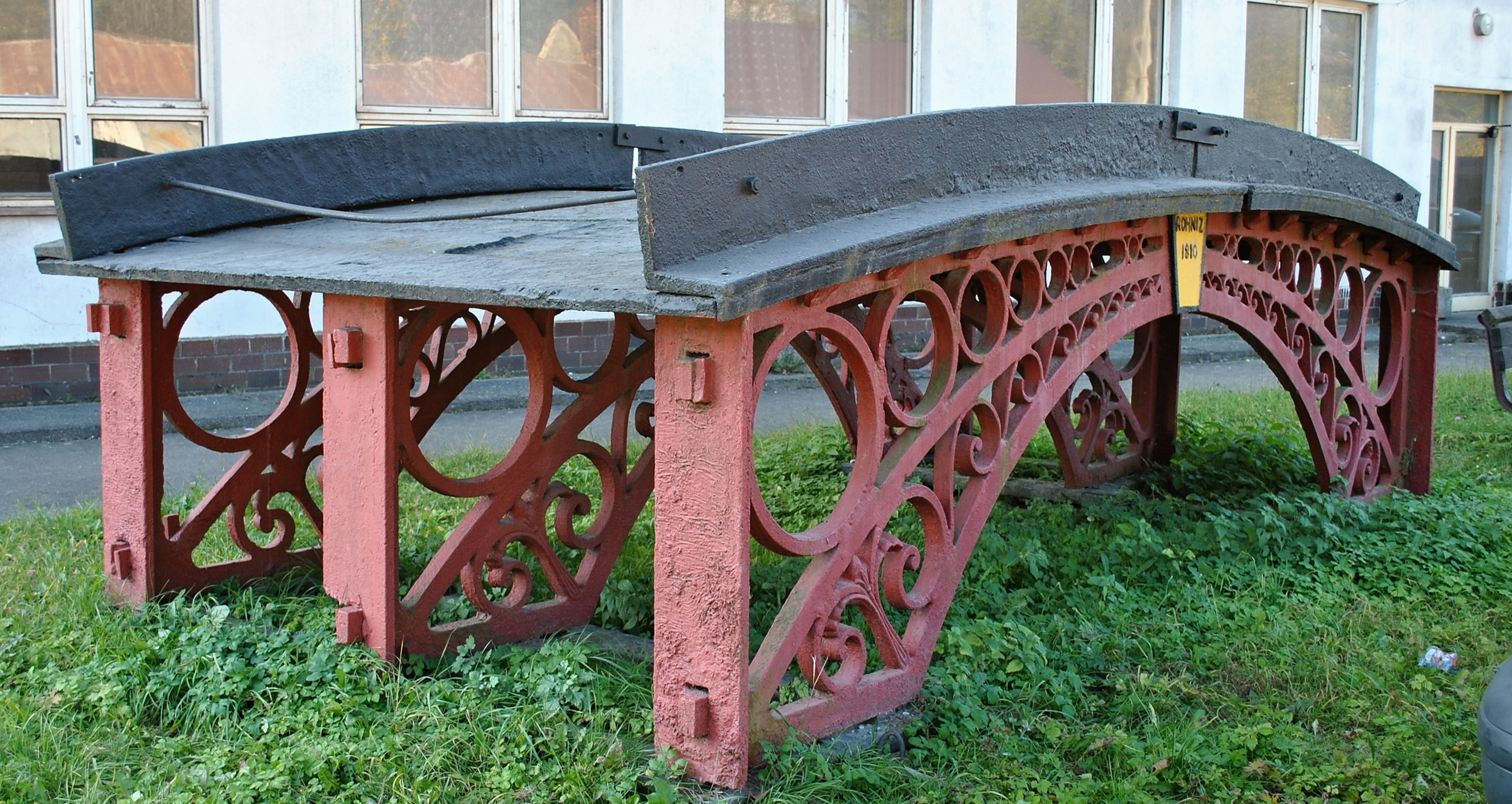
Část historického litinového mostu
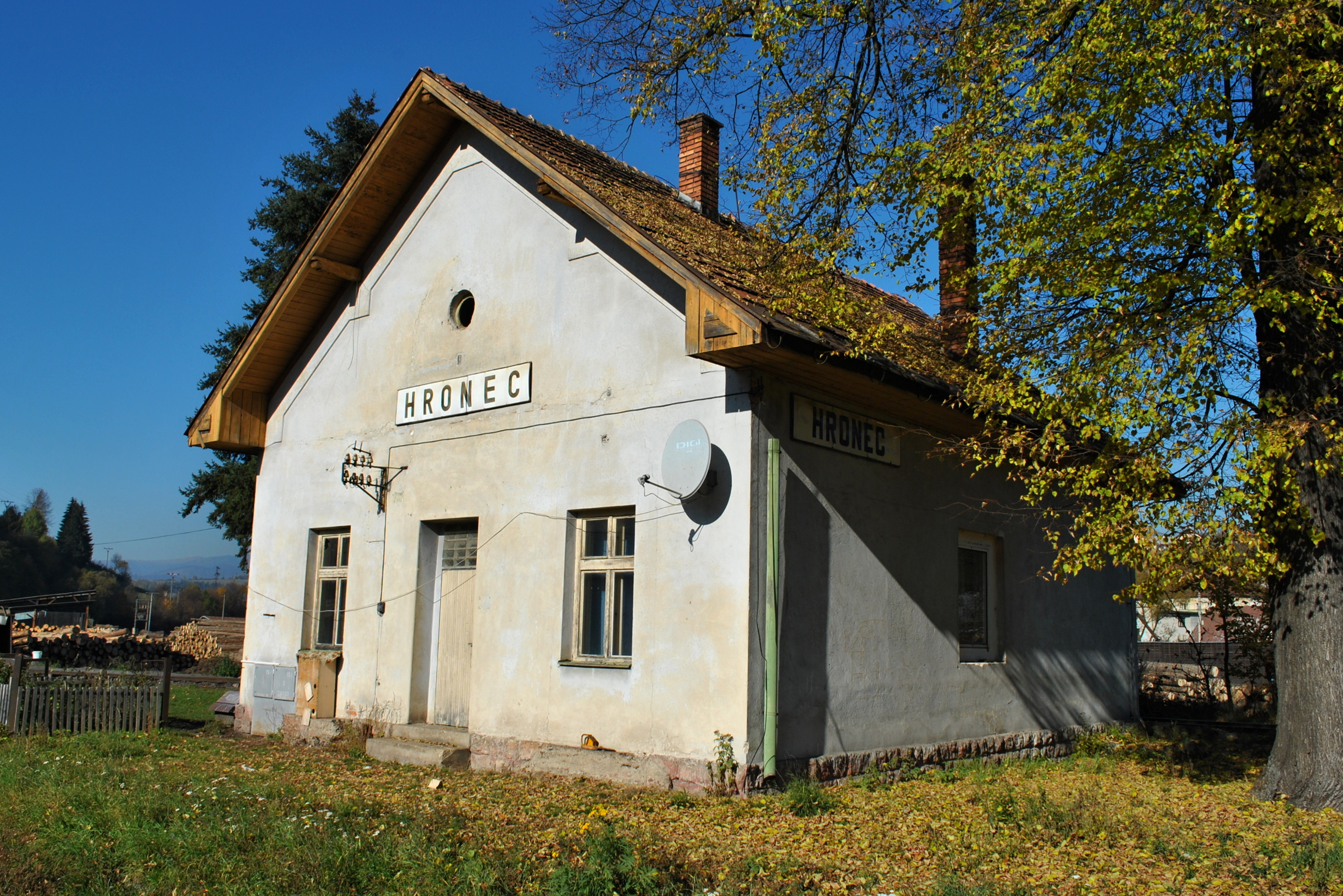
Železniční hláska